# His Imaginary Crime
His Imaginary Crime è un cortometraggio muto del 1910 diretto da Fred J. Balshofer.

## Produzione
Il film fu prodotto dalla Bison Motion Pictures e dalla New York Motion Picture.

## Distribuzione
Distribuito dalla New York Motion Picture, il film - un cortometraggio in una bobina - uscì nelle sale cinematografiche statunitensi il 28 gennaio 1910.